# The Twist
The Twist is een nummer geschreven door Hank Ballard voor zijn band Hank Ballard and the Midnighters. Ballard schreef het nummer nadat hij een groep tieners de twist zag dansen. Hun versie werd in 1958 uitgebracht als B-kant van het nummer "Teardrops on Your Letter" en deze single behaalde de 28 plek in de Billboard Hot 100.
Het nummer is vooral bekend in de versie van de Amerikaanse zanger Chubby Checker uit 1960. Voor een optreden in zijn televisieprogramma probeerde presentator Dick Clark Ballard te boeken, maar deze was niet beschikbaar. Daarom vroeg hij Checker om het nummer te spelen. Toen Checker het nummer op 6 augustus 1960 in Clarks programma American Bandstand liet horen, werd het direct een hit en behaalde het de eerste plek in de Billboard Hot 100. In 1961/1962 werd de twist als dans opnieuw erg populair, waardoor de single opnieuw de hitlijst haalde. Het is het eerste nummer dat tweemaal de eerste plek van de Billboard Hot 100 wist te halen. De opvolger "Let's Twist Again", die wederom over de dans gaat, haalde in 1961 ook de internationale hitlijsten. Uiteindelijk werd "The Twist" het meest succesvolle nummer uit de Billboard Hot 100 van de jaren '60. Checker heeft het nummer meermaals opnieuw opgenomen en uitgebracht. Een hiphopversie met The Fat Boys wist in 1987 de vierde plek in de Nederlandse Top 40 te halen.

## NPO Radio 2 Top 2000
| Nummer met noteringen in de NPO Radio 2 Top 2000 | '99  | '00  | '01  |
| ------------------------------------------------ | ---- | ---- | ---- |
| The Twist                                        | 1588 | 1748 | 1953 |

1. ↑  Een vetgedrukt getal geeft de hoogste notering aan.
2. ↑  Deze tabel is bijgewerkt tot en met de laatste editie (2024).